# Teodolfo Mertel
Teodolfo Mertel (Allumiere, 9 februari 1806 - Rome, 11 juli 1899) is in de geschiedenis van de Rooms-Katholieke Kerk de laatste diaken die kardinaal was en nooit tot priester gewijd is. Hij ging naar de H. Mis bij zijn secretaris die wel priester was.
Mertel werkte als advocaat toen hij op 15 maart 1858 werd benoemd tot kardinaal-diaken. Eén dag later ontving hij de wijding tot diaken. Hierbij moet worden opgemerkt dat de tussenstap subdiaken werd overgeslagen.
Tijdens het Eerste Vaticaans Concilie (1869-1870) participeerde Mendel als concilievader. Tevens was hij aanwezig op het Conclaaf van 1878. De nieuwe paus mocht hij niet worden -dat werd paus Leo XIII-, maar wegens ziekte van de kardinaal-protodiaken mocht Mendel wel de nieuwe paus kronen op 20 februari 1878.
Als titelkerk had Mertel eerst de San Eustachio. Op 18 november 1881 kreeg hij de Santa Maria in Via Lata en op 24 maart 1884 de San Lorenzo in Damaso.
Mertel overleed op 93-jarige leeftijd. Hij was na zijn wijding zijn diaken gebleven en daarmee was hij de laatste van een lange rij van kardinaal-diakens die geen priester werden. Hij werd begraven in het Santuario della Madonna delle Grazie al Monte; Lazio.

## Achtergrondinformatie
Het kardinalaat was vroeger -net als het pausschap vandaag de dag nog steeds- niet strikt voorbehouden aan een bisschop. Iedere mannelijke gedoopte die "uitzonderlijk zijn in de kerkelijke leer, waardigheid, geloof en prudent in praktische zaken" kon indertijd kardinaal worden. Deze regel staat nog steeds in het kerkelijk wetboek, maar nu met de toevoeging dat het kardinalaat voorbehouden is aan priesters. Vandaag de dag worden echter vrijwel alleen bisschoppen tot kardinaal verheven, maar mocht de nieuwbakken kardinaal nog priester zijn, dan wordt deze gewijd vóór de creatie, tenzij dit om bijvoorbeeld een slechte gezondheid niet mogelijk is.
Voor wat betreft het overslaan van de wijding tot subdiaken: het 'overslaan' van wijdingen zal vandaag de dag niet gebeuren mocht een leek tot paus worden verkozen. Diaken- en priesterwijding worden dan niet overgeslagen en de nieuwe paus krijgt eerst de andere  wijdingen voordat hij tot bisschop gewijd wordt. De kans dat een leek paus wordt is echter zo goed als nihil.